# Грмеч
Грмеч је планина која се протеже сјеверозападним дијелом Босне дужином око 60 km, између града Бихаћа и Кључа. Највиши врх планине је Црни врх са 1.605 m надморске висине. Већа мјеста и градови који га окружују су: Бихаћ, Босански Петровац, Кључ, Сански Мост и Босанска Крупа.
Грмеч је најпознатије мјесто на Балкану по коридама које се ту одржавају.
У његовом подножју протеже се пространи Подгрмеч са нижим планинским обронцима, Мајдан планине и Срнетице. Наслањајући се тако на своја околна поља као што су: Бравско, Петровачко, Бјелајско и Лушци поље, те кањони и долине као што је Унска, Јапранска и наравно златна Саничка долина.